# Młodzieżowa Spółdzielnia Mieszkaniowa (Toruń)
Młodzieżowa Spółdzielnia Mieszkaniowa – toruńska spółdzielnia mieszkaniowa założona 25 kwietnia 1958 roku, w której skład wchodzi obecnie ok. 200 budynków (w tym 150 mieszkalnych i 50 użytkowych).

## Historia
Młodzieżowa Spółdzielnia Mieszkaniowa w Toruniu została założona w 1958 roku przez grupę młodych ludzi, którzy postanowili w ten sposób samodzielnie rozwiązać swoje problemy mieszkaniowe. Pierwszy budynek MSM powstał przy ul. Moniuszki w Toruniu. Do 1970 roku Spółdzielnia wybudowała już 48 budynków mieszkalnych z ponad 2500 mieszkań, w rejonie ulic: Moniuszki, Gałczyńskiego. Działalność inwestycyjna szła w parze z rozwojem działalności społeczno-kulturalnej (akcje zagospodarowywania terenów, pierwsza świetlica dla dzieci, sala gimnastyczna, ciemnia fotograficzna, koła zainteresowań). Lata 1967–1975 były okresem rozbudowy „Osiedla Młodych” i „Osiedla Chrobrego” oraz rozpoczęcia budowy „Osiedla Dekerta” i „Osiedla Kochanowskiego”, a następnie „Osiedla Rubinkowo”. Dynamicznie rozwijało się budownictwo towarzyszące – szkoły, przedszkola, pawilony i garaże.
W 1975 roku w związku z powstaniem województwa toruńskiego MSM jako wiodąca spółdzielnia w regionie została wyznaczona do roli organizatora Wojewódzkiej Spółdzielni Mieszkaniowej. Zasoby mieszkaniowe MSM, jej front inwestycyjny, a także pracowników przejęła w powiernictwo Spółdzielnia Wojewódzka. W 1977 roku, po wielu wcześniejszych próbach, udało się dokonać zmian organizacyjnych, które pozwoliły Spółdzielni wznowić samodzielną działalność. Od tamtego czasu powstały nowe osiedla „Antczaka”, „Lelewela”, „Kołłątaja” oraz szereg budynków plombowych. Najmłodszym osiedlem Spółdzielni jest wybudowana w latach 1998–1999 „Brzezina”, a obecnie realizowane są budynki na najnowszym „Osiedlu Podgórz”.

## Obecna działalność
Spółdzielnia konsekwentnie realizuje program dociepleń (aktualnie zrealizowano 85% potrzeb) przynoszący nie tylko efekty oszczędnościowe, ale także nowe, atrakcyjne elewacje, wiatrołapy i pokrycia dachowe. Spółdzielnia stworzyła nowoczesny, największy w Toruniu, system telewizji kablowej, obejmujący również zasoby mieszkaniowe innych spółdzielni i odbiorców. Obecnie sygnał telewizji MSM dociera do 19 tys. mieszkań a przeprowadzana modernizacja sieci pozwoliła na rozprowadzenie ponad 50 programów telewizyjnych i ich pakietyzację. Emitowany jest także program lokalny.
Dzisiejsza MSM to:
- ok. 200 budynków (w tym 150 mieszkalnych i 50 użytkowych),
- blisko 8000 mieszkań i 19000 mieszkańców,
- 300 lokali użytkowych,
- 52 ha gruntu w tym 24 ha terenów zielonych,
- 2 kluby osiedlowe.

## Przewodniczący Rady Nadzorczej
- Adam Falkiewicz – (1958-1959)
- Edmund Mikołajek – (1959-1960)
- Aleksander Szałek – (1960-1962)
- Janusz Pawlikowski – (1962-1963)
- Zdzisław Kufel – (1963-1965)
- Stefan Wesołowski – (1965-1972)
- Aleksander Troch – (1972-1975)
- Jacek Staszewski – (1975-1988)
- Andrzej Wiśniewski – (1988-1989)
- Marian Frąckiewicz – (1989 – 2015)
- Zdzisław Bobiński – (2015 – 2018)
- Marian Frąckiewicz – (od 2018)

## Prezesi Zarządu
- Marian Rissmann – (1958-1965)
- Zdzisław Kufel – (1965-1966)
- Eugeniusz Holz – (1966-1973)
- Andrzej Wnuk – (1973-1975)
- Janusz Pawlikowski – 1976
- Jerzy Kaszewski – (01.01.1977-31.03.1978)
- Czesław Płoński – (01.04.1978-31.12.1985)
- p.o. Bogdan Chudziński – (01.01.1986-07.04.1986)
- Michał Zaleski – (1986-2002)
- Jerzy Żółkiewicz – (2003-2016)
- Sławomir Konieczka – (od 2016)

## Nagrody i wyróżnienia
- 2008 – Medal „Za zasługi dla Miasta Torunia” na wstędze[2]
- 2018 – Medal Honorowy za zasługi dla Województwa Kujawsko-Pomorskiego[3]
- 2020 – I nagroda w ogólnopolskim konkursie „Budowa Roku”[4]